# Oblates de Jésus Prêtre
Ne doit pas être confondu avec Oblates du Christ Prêtre.
Les oblates de Jésus Prêtre (en latin : Oblatarum a Iesu sacerdote) sont une congrégation religieuse féminine de droit pontifical. 

## Historique
La congrégation est fondée le 9 février 1924 à Tlalpan par Félix de Jésus Rougier avec dix jeunes femmes originaire du diocèse de Saltillo sous le nom d'auxiliaires des séminaires. Un groupe de sœurs de Morelia donnent naissance aux sœurs missionnaires guadalupéennes du Saint Esprit.
L'institut est d'abord reconnu comme pieuse association le 31 janvier 1935, il devient de droit diocésain le 12 décembre 1937 puis de droit pontifical lorsqu'il reçoit le décret de louange le 12 février 1975.

## Activités et diffusion
Les religieuses se consacrent à la prière pour les vocations sacerdotales, au service des séminaires et des collèges ecclésiastiques.
Elles sont présentes en :
- Europe : Italie.
- Amérique : Mexique, Équateur, États-Unis.

La maison généralice est à Mexico. 
En 2017, la congrégation comptait 111 sœurs dans 19 maisons.